# Олимпийски надежди
„Олимпийски надежди“ е български късометражен филм, драма, от 2019 година на режисьора Николай Урумов. Главната роля се изпълнява от Филип Буков, за когото това е първа главна роля във филм. Продуцент е Станислав Семерджиев, ректор на НАТФИЗ „Кръстю Сарафов“.

## Сюжет
По време на комунистическия режим млад боксьор се бори за място в националния отбор за предстоящите Олимпийски игри. Талантът и уменията му са безспорни, но това не е достатъчно за неговия треньор. Притиснат и манипулиран, боксьорът получава място в отбора за олимпиадата, но на цената на превръщането му в убиец.

## Актьорски състав
- Филип Буков – боксьорът
- Емил Видев – треньорът
- Любослав Велев – спортистът